# Shiing-Shen Chern
Shiing-Shen Chern (26 de octubre de 1911-3 de diciembre de 2004) fue un matemático chino estadounidense, uno de los líderes en geometría diferencial del siglo XX.

## Biografía
Chern nació en Jiaxing en la provincia de Zhejiang. Se trasladó a Tianjin en 1922 para estar con su padre, y a partir de 1926 estudió en Universidad de Nankai, graduándose en matemática en 1930. Fue un estudiante graduado bajo Dan Sun en la Universidad Tsinghua, de 1931 a 1934, trabajando en geometría diferencial proyectiva.
En 1932 Wilhelm Blaschke de la Universidad de Hamburgo visitó Tsinghua y quedó impresionado con Chern. En 1934 este fue con una beca a Hamburgo, trabajando en la teoría Cartan-Kähler, y terminando su doctorado en 1936. En 1936-1937 estudió con Élie Cartan en París, volviendo a Pekín, con un puesto de profesor en Tsinghua (que había trasladado a Kunming después de los ataques japoneses).
En 1943 Chern marcha el Instituto de Estudios Avanzados de Princeton (IAS), trabajando allí sobre las clases características de geometría diferencial. Poco después fue invitado por Solomon Lefschetz a ser editor de Annals of Mathematics.
Regresó a Shanghái en 1946 para fundar el Instituto de Matemáticas de la Academia Sínica, que más tarde fue trasladado a Nanking. A partir de 1948 fue de nuevo al IAS, convirtiéndose en profesor de la Universidad de Chicago en 1949.
Se trasladó a la Universidad de California, Berkeley en 1960. Al año siguiente se convirtió en ciudadano naturalizado de los Estados Unidos. En Berkeley fundó el Instituto de Investigación de las Ciencias Matemáticas (MSRI) en 1981 y actuó como director hasta 1984. En 1985 fundó el Instituto de Matemáticas de Nankai en Tianjin, donde murió en 2004 a la edad de 93 años

## Investigación
El trabajo de Chern se extiende sobre todos los campos clásicos de la geometría diferencial. Incluye las áreas actualmente de moda (la teoría de Chern-Simons derivada de un documento de 1974 escrito conjuntamente con Jim Simons), perennes con la (teoría Chern-Weil vinculada con la curvatura de invariantes de curvatura de clase característica de 1944, después del documento de Allendoerfer-Weil de 1943 sobre el Teorema de Gauss-Bonnet), las cotidianas (Clase de Chern), y algunos ámbitos, como la geometría diferencial proyectiva y redes matemáticas que tienen un perfil más bajo. Ha publicado los resultados en la geometría integral, el valor de distribución de la teoría de funciones holomórficas, y superficies mínimas.
Fue un verdadero seguidor de Élie Cartan, trabajando intensamente sobre la 'teoría de la equivalencia' a su vez en China de 1937 a 1943, en relativo aislamiento. En 1954 publicó su propio tratamiento del problema de pseudogrupo es que en efecto la piedra de toque de la teoría geométrica de Cartan. Solía pasar el Marco móvil con éxito sólo acompañado por su inventor; prefiere en la teoría de múltiples complejos para quedarse con la geometría, en lugar de seguir la teoría del potencial. De hecho, uno de sus libros se titula, "Complex Manifolds without Potential Theory". En los últimos años de su vida, se propugna el estudio de la geometría de Finsler, escrito varios libros y artículos sobre el tema.

## Distinciones y premios
- Se le concedió la Medalla Nacional de Ciencias en 1975, el premio Wolf en matemática en 1984, y el premio Shaw en ciencias matemáticas en mayo de 2004.
- El asteroide 29552 Chern lleva su nombre.
- En su honor, cada cuatro años el Congreso Internacional de Matemáticos y la Unión Matemática Internacional entregan la Medalla Chern, con la que se premia la dedicación de toda una vida de trabajo a la matemática en su nivel más alto.[1]

## Familia
Su esposa, Shih-ning (Cheng) Chern, casados en 1939, murió en 2000. Tuvo una hija, Mayo Chu (esposa del físico Paul Chu) y un hijo Paul.

## Transcripción y pronunciación
El apellido Chern es un apellido chino que es ahora generalmente escrito Chen. La insólita ortografía "Chern" es una transliteración en el antiguo Gwoyeu romatzyh (GR) romanización de chino mandarín utilizado a principios del siglo XX en China. Utiliza las normas especiales de ortografía para indicar los diferentes tonos de mandarín, que es un idioma tonal, con cuatro tonos. La r sin sonido en "Chern" indica una segunda sílaba de tono, por escrito "Chén" en pinyin, pero en la práctica a menudo escritos por no chinos sin la marca tonal. En GR En la ortografía de su nombre "Shiing Shen-" indica un tercer tono para Shiing y un primer tono de Shen, que son equivalentes a las sílabas "Xǐngshēn" en pinyin.
En inglés, Chern pronuncia su nombre "Churn", y esta pronunciación es ahora aceptada universalmente entre los matemáticos y físicos de habla inglesa.